# Point de mutualisation

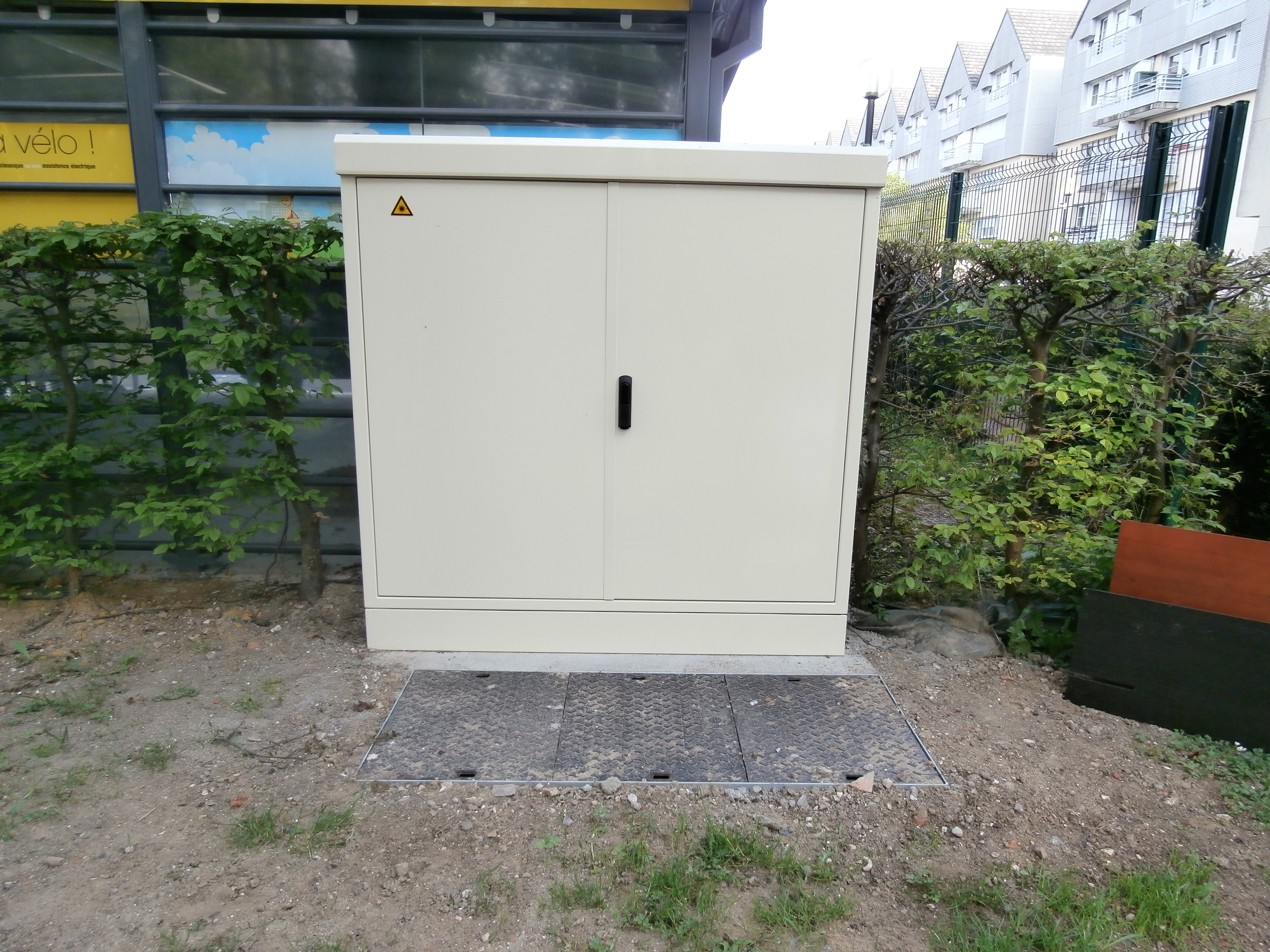
Un point de mutualisation de zone (PMZ) installé par SFR en zone moins dense.

Le point de mutualisation (PM), ou point de flexibilité, est, sur un réseau FTTH mutualisable, l'endroit où s'effectue la connexion entre les fibres optiques des différents abonnés (c'est-à-dire de l'opérateur d'immeuble) et les fibres optiques des opérateurs commerciaux. Cette connexion peut être une soudure ou un brassage.

## Règles en France
Les règles qui régissent le point de mutualisation ont pour but de permettre une concurrence libre et non faussée entre différents opérateurs de télécommunication.
L'ensemble des règles qui régissent ce point est en cours de discussion en 2010 à l'ARCEP. Néanmoins, les règles suivantes semblent admises :
- Le déploiement du point de mutualisation est de la responsabilité de l'opérateur d'immeuble.
- Le câblage entre le point de mutualisation et la prise de l'abonné se fait en raccordement droit de type point à point (P2P) ou point à multipoint (GPON).

Ceci est également encadré par la loi française :

« Toute personne ayant établi dans un immeuble bâti ou exploitant une ligne de communications électroniques à très haut débit en fibre optique permettant de desservir un utilisateur final fait droit aux demandes raisonnables d'accès à ladite ligne émanant d'opérateurs, en vue de fournir des services de communications électroniques à cet utilisateur final ».
« L'accès est fourni dans des conditions transparentes et non discriminatoires en un point situé, sauf dans les cas définis par l'Autorité de régulation des communications électroniques et des postes, hors des limites de propriété privée et permettant le raccordement effectif d'opérateurs tiers, à des conditions économiques, techniques et d'accessibilité raisonnables. Tout refus d'accès est motivé ».

## Localisation
Le point de mutualisation peut être situé plus ou moins loin des logements qu'il dessert. Il peut s'agir d'un boîtier situé en pied d'immeuble, d'une armoire de rue ou même du NRO de raccordement lui-même.
L'emplacement du point de mutualisation est fonction de données techniques (capacité de passages de fibres) ou commerciales (densité). Ainsi, il est vraisemblable qu'en zone urbaine dense le point de mutualisation sera proche de l'immeuble qu'il dessert alors qu'en zone pavillonnaire un point de mutualisation pourrait desservir un quartier entier.

### Types de point de mutualisation
En fonction de la zone où le point de mutualisation est implanté, celui-ci peut porter les noms suivants :
- Point de Mutualisation de Zone (PMZ) : d'une capacité de 360 à 1 000 lignes, celui-ci est généralement implanté en Zone Moins Dense (ZMD) dans une rue[2] et peut desservir un ou plusieurs quartiers.
- Point de Mutualisation de Rue (PMR) ou Point de Mutualisation Extérieur (PME) : d'une capacité de 100 lignes, il peut être implanté en Zone Très Dense dans une rue et dessert généralement plusieurs immeubles de moins de 12 logements[3].
- Point de Mutualisation d'Immeuble, Point de Mutualisation Intérieur[4] (PMI) : d'une capacité supérieure à 12 lignes, il peut être implanté en Zone Très Dense au pied d'un immeuble et dessert un immeuble ou un ensemble d'immeubles[5].

## Modèles de mutualisation
Les expérimentations actuellement en cours distinguent deux types de mutualisation :
- Monofibre : dans ce modèle, l'opérateur d'immeuble amène une fibre bidirectionnelle du logement au point de mutualisation. Le raccordement au réseau de l'opérateur commercial se fait par l'intermédiaire d'une jarretière. Ce modèle permet d'optimiser la capacité fibre en horizontal mais il nécessite le déplacement d'un technicien au point de mutualisation à chaque raccordement.

- Multifibre : dans ce modèle, l'opérateur d'immeuble amène 2 ou 4 fibres du logement au point de mutualisation. Il faut noter qu'une prise à 4 ports est alors posée dans le logement (un port par opérateur)[réf. souhaitée]. Le raccordement au réseau des opérateurs commerciaux se fait par soudure ou jarretièreage. Chaque opérateur possède donc une fibre et un port dédié dans chaque logement[réf. nécessaire]. L'intérêt est qu'une fois la prise posée dans un logement, il n'est plus nécessaire d'envoyer de technicien sur site et le risque d'erreur de jarretièrage devient nul. Par contre, ce modèle est extrêmement consommateur en fibre, autant dans la partie verticale que dans la partie horizontale (pour les opérateurs qui choisiraient de souder) puisqu'un immeuble peut alors théoriquement se voir adducté à 400 % de capacité.

Un troisième modèle existe qui n'est pas retenu par l'ARCEP pour les immeubles :
- Bifibre : dans ce modèle, l'opérateur d'immeuble pose deux fibres en vertical : une pour lui et une autre pour un éventuel opérateur dégroupeur. La prise de l'abonné possède alors deux ports. C'est cette seconde fibre que l'on retrouve au point de mutualisation. S'il permet techniquement la mutualisation, ce modèle souffre d'un problème évident d'équité : l'opérateur d'immeuble, propriétaire d'une fibre dédiée possède alors un avantage concurrentiel et les possibilités de mutualisation deviennent plus limitées.